# Ella Sophia Armitage
Ella Sophia Armitage (nome de nascimento Ella Sophia Bulley, 3 de março de 1841 – 20 de março de 1931) foi uma historiadora e arqueóloga inglesa. Nasceu em Liverpool e foi a segunda filha de Samuel Marshall Bulley, um comerciante de algodão, e Mary Rachel Raffles. Em outubro de 1871, foi uma das primeiras estudantes em ingressar no Newnham College da Universidade de Cambridge e converteu-se na primeira estudante investigadora da universidade em 1874. Nesse mesmo ano casou-se com o reverendo Elkanah Armitage, com quem teve dois filhos. Ensinou história em Owens College em Manchester de 1877 a 1879, onde desenvolveu seu interesse nas obras de terra e castelos medievais. Em 1887, converteu-se na primeira mulher a fazer parte da junta escolar em Roterdão e em 1894 foi nomeada assistente de James Bryce na Royal Commission on Secondary Education, para pesquisar a educação das meninas em Devon.
Armitage —junto com John Horace Round, George Neilson e Goddard Henry Orpen— provou numa série de publicações que os castelos britânicos de Mota e Bailey, que previamente se supunham de origem anglo-saxã, não se construíram até após a conquista normanda de Inglaterra em 1066; seu livro The Early Norman Castles of the British Isles é considerado um trabalho fundamental sobre o tema.

## Obra
- The Childhood of the English Nation or the Beginnings of English History. [S.l.: s.n.]
- Richard I and Edward I. [S.l.: s.n.]
- The Connection Between England and Scotland. [S.l.: s.n.]
- A key to English Antiquities: with special reference to the Sheffield and Rotherham district. [S.l.: s.n.]
- The Early Norman Castles of the British Isles. [S.l.: s.n.]